# Манаков, Сергей Николаевич
Серге́й Никола́евич Манако́в (род. 3 декабря 1972) — российский легкоатлет, специалист по барьерному бегу. Выступал на профессиональном уровне в 1995—2008 годах, чемпион России в беге на 110 метров с барьерами, многократный победитель первенств всероссийского значения, призёр ряда международных стартов, участник Игр доброй воли в Нью-Йорке. Представлял Татарстан. Мастер спорта России международного класса.

## Биография
Сергей Манаков родился 3 декабря 1972 года. Занимался лёгкой атлетикой в Нижнекамске, выступал за Татарстан и Профсоюзы.
Первого серьёзного успеха на всероссийском уровне добился в сезоне 1995 года, когда на зимнем чемпионате России в Волгограде выиграл бронзовую медаль в зачёте бега на 60 метров с барьерами.
В 1996 году в беге на 110 метров с барьерами финишировал шестым на чемпионате России в Санкт-Петербурге, одержал победу на Кубке России в Сочи.
В 1997 году в 60-метровом барьерном беге отметился победами на Мемориале Алексеева в Санкт-Петербурге, на первенстве Вооружённых сил в Москве и на турнире World Class, где установил свой личный рекорд — 7,72. На зимнем чемпионате России в Волгограде стал серебряным призёром. В 110-метровом барьерном беге показал шестой результат на Мемориале братьев Знаменских в Москве и четвёртый результат на летнем чемпионате России в Туле.
В 1998 году взял бронзу на турнирах World Class и «Русская зима» в Москве, был шестым на зимнем чемпионате России в Москве. Летом победил на Мемориале Владимира Куца в Москве, с личным рекордом 13,68 занял пятое место на Кубке Европы в Санкт-Петербурге, восьмое место на Играх доброй воли в Нью-Йорке, завоевал золото на летнем чемпионате России в Москве — разделил награду с москвичом Сергеем Ветровым, показав одинаковое с ним время — 13,96.
В 1999 году в беге на 110 метров с барьерами выиграл клубный чемпионат Европы в Афинах, взял бронзу на Мемориале Знаменских в Москве и получил серебро на Мемориале Куца в Москве, дошёл до стадии полуфиналов на Всемирной Универсиаде в Пальме, стал бронзовым призёром на чемпионате России в Туле.
В 2001 году был вторым на «Русской зиме» и пятым на зимнем чемпионате России в Москве, финишировал пятым на Мемориале Знаменских в Туле и на международном турнире в Дублине, выиграл серебряную медаль на летнем чемпионате России в Туле.
На чемпионате России 2002 года в Чебоксарах занял седьмое место в финале 110-метрового барьерного бега.
В 2003 году был четвёртым на зимнем чемпионате России в Москве, тогда как на летнем чемпионате России в Туле в финал не вышел.
В 2004 году в беге на 60 метров с барьерами выиграл бронзовую медаль на Рождественском кубке в Москве, победил на «Русской зиме», показал пятый результат на зимнем чемпионате России в Москве. В беге на 110 метров с барьерами стал восьмым на Мемориале Знаменских в Казани, участвовал в летнем чемпионате России в Туле.
В 2005 году среди прочего завоевал бронзовую награду на зимнем чемпионате России в Волгограде, выступил на международных стартах в Польше и Швейцарии, занял седьмое место на летнем чемпионате России в Туле.
В 2006 году взял бронзу на зимнем чемпионате России в Москве, на Мемориале Знаменских в Жуковском и на международном турнире в Швейцарии, показал четвёртый результат на летнем чемпионате России в Туле, на Кубке России в Туле и на Мемориале Куца в Москве.
В 2007 году был шестым на «Русской зиме» в Москве и четвёртым на зимнем чемпионате России в Волгограде.
В 2008 году выиграл бронзовые медали на Мемориале Яламова в Екатеринбурге и на зимнем чемпионате России в Москве, получил серебро на Мемориале Знаменских в Жуковском, занял шестое место на летнем чемпионате России в Казани. По окончании сезона завершил спортивную карьеру.
За выдающиеся спортивные достижения удостоен почётного звания «Мастер спорта России международного класса».
Впоследствии занимал должность начальника Центра высшего спортивного мастерства СК «Нефтехимик» в Нижнекамске.
Сын Семён Манаков так же добился успеха в барьерном беге, становился призёром всероссийских первенств.